# Luis Regueiro Urquiola
Luis Regueiro Urquiola (Mexikóváros, 1943. december 22. – ) mexikói válogatott labdarúgó.

## Pályafutása

### Korai évek
Édesapja Luis Regueiro baszk és spanyol válogatott labdarúgó volt. A spanyol polgárháború idején az Euzkadi tagjaként külföldi túrákon vett részt, majd Mexikóban telepedett le, ahol családot alapított.  

### Klubcsapatban
Pályafutását 1963-ban kezdte a Pumas UNAM csapatában. 1967 és 1970 között a Club Necaxa, majd 1970 és 1972 között a Deportivo Toluca együtteseiben játszott.

### A válogatottban
1966 és 1968 között 19 alkalommal szerepelt a mexikói válogatottban és 1 gólt szerzett. Részt vett az 1966-os világbajnokságon és a hazai rendezésű 1968. évi nyári olimpiai játékokon.

## Külső hivatkozások
- Luis Regueiro Urquiola – a FIFA adatbázisában
- Luis Regueiro Urquiola adatlapja a National-Football-Teams.com oldalon (angolul)

- Luis Regueiro Urquiola adatlapja a worldfootball.net oldalon (angolul)